# Ravenea robustior
Espèce
Synonymes
- Ravenea robustior var. kouna Jum. & H.Perrier[1]

Statut de conservation UICN

 NT  : Quasi menacé
Ravenea robustior est une espèce de plantes à fleurs de la famille des Arecaceae.

## Liste des variétés
Selon Tropicos (11 avril 2019) :
- variété Ravenea robustior var. kouna Jum.

## Publication originale
- [Jumelle & Perrier de la Bathie 1913] Henri Jumelle et Henri Perrier de la Bathie, « Palmiers de Madagascar », Annales du Musée colonial de Marseille, vol. 1 (série 3), no 1,‎ 1913, p. 1-91 (voir p. 49-50) (lire en ligne [sur biodiversitylibrary.org]).